# Вернер, Карл Адольф
Карл Ве́рнер (дат. Karl Verner; 7 марта 1846, Орхус — 5 ноября 1896, Копенгаген) — датский языковед, известный благодаря сформулированному им закону, объясняющему озвончение щелевых h, þ (th), f после германского передвижения согласных. Сегодня этот закон носит его имя.

## Биография
Ещё в гимназические годы Вернер увлёкся лингвистическими идеями Расмуса Раска. В 1864 году Вернер поступил в университет Копенгагена, где занялся изучением восточных, германских и славянских языков. Завершив образование в Копенгагене, Вернер направился в Санкт-Петербург, где более подробно изучил славянские языки, а затем — в Галле, где работал библиотекарем в местном университете. В это время он ведёт активную научную деятельность, встречается с языковедами Августом Лескиным и Карлом Бругманом. В 1882 году Карл Вернер вернулся в университет Копенгагена на должность доцента по славистике, где остался работать до конца своей жизни.
Карл Вернер принадлежал к течению младограмматиков, что наглядно прослеживается в его методах, в частности — при исследованиях исключений из закона Гримма, которые натолкнули его на формулировку своего закона. Самая важная работа, написанная Вернером, — «Исключение из закона первого передвижения согласных», который стал важным открытием для германской филологии. Карл Вернер уточнил закон Гримма о первом передвижении согласных в германских языках относительно перехода р, t, k в глухие фрикативные f, þ (th), h, указав на воздействие древнейшего, праязыкового ударения, которое переводило их в звонкие — b, d, g, если оно стояло после согласного.
Несмотря на свои достижения, Карл Вернер считал себя всего лишь филологом-любителем, а должность экстраординарного профессора принял, когда стал членом Датской королевской академии наук (1888). Также Карл Вернер был почётным доктором Гейдельбергского университета (1887), лауреатом премии Франца Боппа (1877) и кавалером ордена «Данеброг» (1892).